# 왕대
왕대(문화어: 참대)는 벼과 왕대속에 속하는 여러해살이 식물로, 학명은 Phyllostachys bambusoides이다. 중국이 원산지로 죽순이 쓴맛이 난다고 해서 고죽(苦竹)이라고도 한다. 강죽 또는 참대라고도 한다.
줄기는 높이 10-30m, 지름 5-13cm이나 추운 곳에서는 높이 3m, 지름 1cm 밖에 자라지 못한다. 줄기가 매끈하고 곧게 자라는데 녹색에서 황록색으로 되며 마디 사이가 25-40cm이고 마디에는 2개의 가지가 있다. 전체가 솜대와 비슷하지만 솜대의 줄기면은 흰빛이거나 회록색이다. 잎집은 어두운 빛깔의 반점이 있고 털이 없다. 잎은 길이 10-20cm, 나비 1.2-2cm의 피침형으로 밑부분은 둔하고 약간 털이 있으며 끝이 길고 뾰족하다. 잎이 두꺼운 편이며 뒷면은 백색을 띤다. 꽃은 6-7월에 피고 원추꽃차례로서 길이 5-10cm이며 많은 작은꽃이삭에는 1-5개의 양성화와 단성화가 달린다. 수술은 3개로 가늘고 긴 백색 수술대가 밖으로 돌출되며 암술대는 3개이고 씨방은 난형이다. 죽순은 매끈한 편이며 얼룩무늬가 있다. 열매는 영과(穎果)이고 가을에 익는다.
죽순은 식용하거나 약용하며, 줄기는 끈기와 탄성이 강하여 건축 및 죽세공재로 이용한다.

## 참고 자료
- 이 문서에는 다음커뮤니케이션(현 카카오)에서 GFDL 또는 CC-SA 라이선스로 배포한 글로벌 세계대백과사전의 내용을 기초로 작성된 글이 포함되어 있습니다.